# インド数字

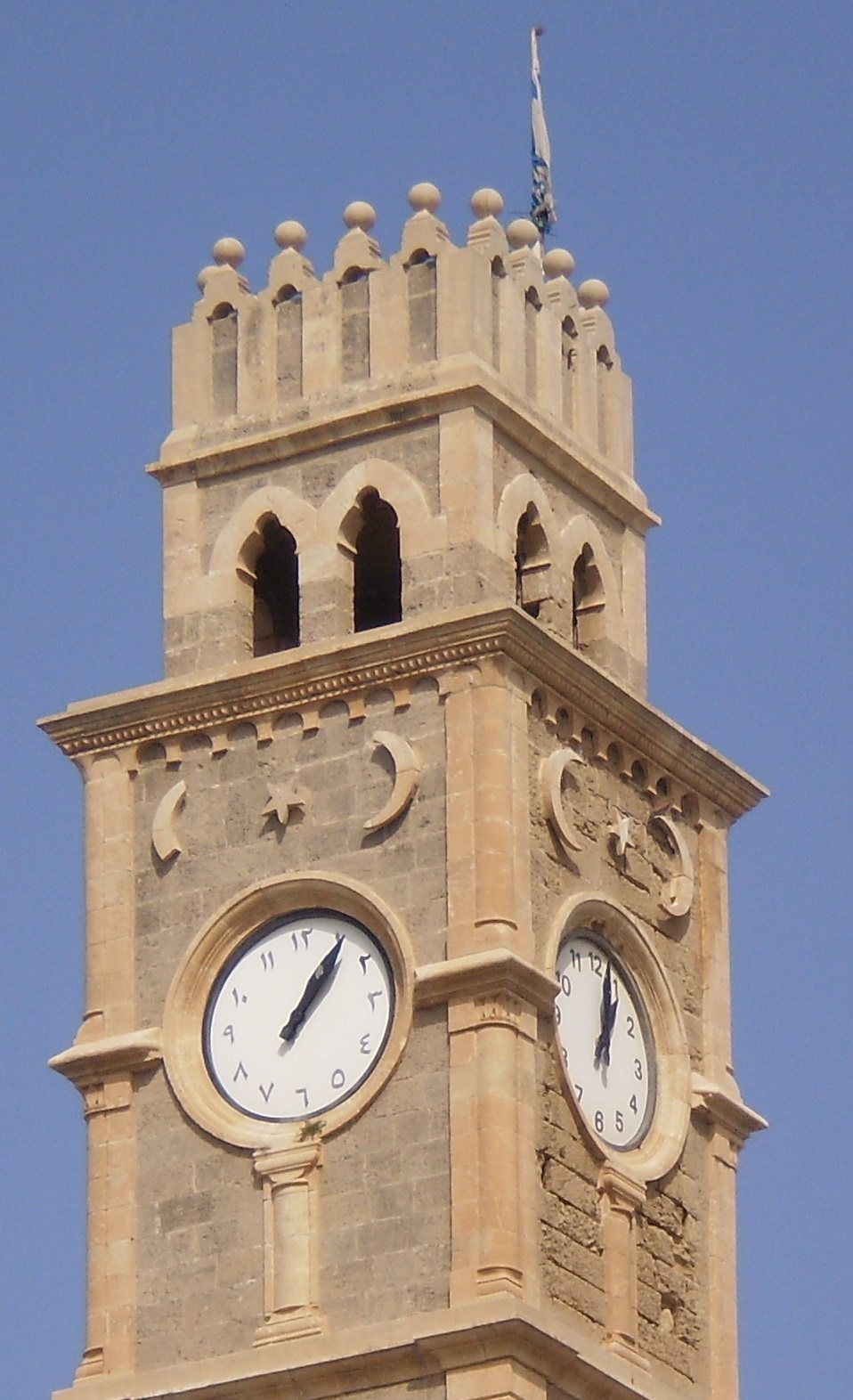
ハーン・アル＝ウムダーン（イスラエル）の時計台

インド数字（インドすうじ）、ヒンディー数字、あるいはアラビア・インド数字とは、アラビア語などでアラビア文字と共に用いられる数字である。ペルシア語では 4, 5, 6 の字形がやや異なる。
| アラビア数字                   | 0 | 1 | 2 | 3 | 4 | 5 | 6 | 7 | 8 | 9 |
| アラビア語                     | ٠ | ١ | ٢ | ٣ | ٤ | ٥ | ٦ | ٧ | ٨ | ٩ |
| ペルシア語（ナスフ体）         | ۰ | ۱ | ۲ | ۳ | ۴ | ۵ | ۶ | ۷ | ۸ | ۹ |
| ペルシア語（ナスタアリーク体） | ۰ | ۱ | ۲ | ۳ | ۴ | ۵ | ۶ | ۷ | ۸ | ۹ |

インドの数字に由来するのでインド数字と呼ばれるが、インドではなくアラブ諸国・アラビア語圏で使われる数字である。
英語ではアラビア数字を「西アラビア数字（Western Arabic numerals）」、インド数字を「東アラビア数字（Eastern Arabic numerals）」とする呼び分けも用いられる。
アラビア文字は右から左に書かれる文字だが、インド数字は左から右に書かれる。これはアラビア文字で書かれた文中にインド数字が表れる場合でも変わらない。
アラブ世界ではこのインド数字に加えアラビア数字も使われており混在状況にあり、特に北アフリカのマグリブ諸国ではアラビア数字の使用割合が高いことで知られる。

## 名称
インドで生まれた位取り記数法の数字は、西方のアラビアに伝わった。このためアラビアでは الأرقام الهندية（al-arqām l-hindīya、インド数字）と呼ぶが、インドで使われるデーヴァナーガリー数字などとは字形が異なる。
このアラビア語のインド数字は西部アラブ世界で形を変えたグバール数字（アラビア数字に形が似ている）を経ることによってヨーロッパに伝わり、字形が変わって 0, 1, 2, 3, 4, 5, 6, 7, 8, 9 の算用数字となった。これをヨーロッパではアラビア数字と呼ぶので、紛らわしい名称となっている。アラビア語でも、このアラビア数字を الأرقام العربية（al-arqām l-Arabīya、アラビア数字）と呼ぶ。

## コンピュータ
Unicode では、U+0660 … U+0669 (Arabic-Indic digits) と、U+06F0 … U+06F9 (Extended Arabic-Indic digits) の2箇所にインド数字が定義されている。前者はアラビア語世界で使われる通常のインド数字であり、後者は東部のイラン・アフガニスタン・パキスタン・インドなど（ペルシア語・シンド語・ウルドゥー語）で使われる。実際には東部でも言語ごとに字体が異なるが、それらは統合されている。
|                               | 0 | 1 | 2 | 3 | 4 | 5 | 6 | 7 | 8 | 9 |
| ----------------------------- | - | - | - | - | - | - | - | - | - | - |
| インド数字 (U+0660..0669)     | ٠ | ١ | ٢ | ٣ | ٤ | ٥ | ٦ | ٧ | ٨ | ٩ |
| 拡張インド数字 (U+06F0..06F9) | ۰ | ۱ | ۲ | ۳ | ۴ | ۵ | ۶ | ۷ | ۸ | ۹ |